# Allan Havey
Allan Havey (Saint Louis, 19 settembre 1954) è un attore statunitense.

## Filmografia

### Cinema
- Al diavolo il paradiso (1989)
- Affari sporchi (1990)
- Miracolo nella 34ª strada (1994)
- Compagnie pericolose (2001)
- Il gatto... e il cappello matto (2003)
- Sex Crimes 2 - Pronte a tutto (2004)
- Winged Creatures - Il giorno del destino (2008)
- Ave, Cesare! (2016)

### Televisione
- Seinfeld – serie TV, episodio 7x21 (1996)
- Curb Your Enthusiasm – serie TV, episodio 3x01 (2002)
- Free Ride – serie TV, 6 episodi (2006)
- Buona fortuna Charlie (Good Luck Charlie) – serie TV, episodio 3x05 (2012)
- Louie – serie TV, episodio 3x02 (2012)
- Up All Night – serie TV, episodio 2x11 (2012)
- The Office – serie TV, episodi 9x17-9x18 (2013)
- Mad Men – serie TV, 11 episodi (2013-2015)
- L'uomo nell'alto castello (The Man in the High Castle) - serie TV, 3 episodi (2015)
- Code Black - serie TV, episodio 2x06 (2016)
- Billions – serie TV, 36 episodi (2017-2023)
- Bosch – serie TV, 2 episodi (2017)
- The Paper – serie TV (2025)

## Doppiatori italiani
Nelle versioni in italiano delle opere in cui ha recitato, Allan Havey è stato doppiato da:
- Gabriele Martini in Mad Men (st. 6), Love
- Sergio Lucchetti in Mad Men (st. 7)
- Mario Bombardieri in L'uomo nell'alto castello
- Nicola Braile in Code Black
- Stefano Oppedisano in Ave, Cesare!
- Eugenio Marinelli in Bosch
- Angelo Nicotra in Billions (st. 2-3)
- Stefano De Sando in Billions (st. 4-7)